# Ильинцы (Борзнянский район)
Ильи́нцы (укр. Іллінці) — село, расположенное на территории Борзнянского района Черниговской области (Украина), на реке Смолянка.
Население составляет 134 жителя (2006 год).
Село Ильинцы находится примерно в 14 км к востоку от центра города Борзна. Средняя высота населённого пункта — 123 м над уровнем моря. Село находится в зоне умеренно континентального климата.
Национальный состав представлен преимущественно украинцами, конфессиональный состав — христианами.